# شب‌های بلوبری من
شب‌های بلوبری من (به انگلیسی:My Blueberry Nights) فیلمی رمانتیک/درام/جاده‌ای، به نویسندگی و کارگردانی وونگ کار وای، محصول سال ۲۰۰۷ است. فیلم‌نامه نوشته شده این فیلم توسط وونگ کار وای و لارنس بلاک، بر اساس فیلم کوتاه چینی زبان به نویسندگی و کارگردانی وونگ کار وای می‌باشد. این فیلم اولین تجربه بازیگری خواننده جاز برنده جایزه گرمی نورا جونز است. در این فیلم همچنین جود لا، دیوید استراترن، ریچل وایس و ناتالی پورتمن به ایفای نقش می‌پردازند.

## بازیگران

### اصلی
- نورا جونز در نقش الیزابت (لیزی/بت)
- جود لا در نقش جرمی
- دیوید استراترن در نقش آرنی کپ‌لند
- ریچل وایس در نقش سو لین کپ‌لند
- ناتالی پورتمن در نقش لزلی

### فرعی
- چن مارشال … کاتیا
- جان مالوی … مسئول شام
- دمتریوس باتلر … مشتری مرد
- فرانکی فیسن … تراویس
- ایدریان لنوکس … سندی
- بنجامین کینز … رندی
- مایکل هارتنت … سان‌گلسس
- مایکل می … آلووا
- چد دیویس … دوست پسر
- کاتیا بلومنبرگ … دوست دختر